# Dinetus truncatus
Dinetus truncatus là một loài thực vật có hoa trong họ Bìm bìm. Loài này được (Kurz) Staples mô tả khoa học đầu tiên năm 1993.